# Abdelaziz El Alami Hassani
Pour les articles homonymes, voir Alami.
Abdelaziz El Alami Hassani, né à Fès et mort le 11 mai 2014 à Casablanca à l'âge de 76 ans, est un homme d'affaires marocain. Il fut le président emblématique de la Banque Commerciale du Maroc (BCM) (aujourd'hui Attijariwafa Bank) puisqu'il l'a dirigé pendant 40 ans. Il a pris sa retraite le 1er janvier 2003 et gèrait ses affaires courantes. Khalid Oudghiri prenait alors la relève à la tête de la banque.
Abdelaziz Alami a commencé sa carrière à l'Inspection Générale des Finances (IGF) en étant membre de la première promotion avant de rejoindre en 1962 l'office des changes en tant que Directeur. 

## Ministrable
Ami de feu Omar Benjelloun, entre autres personnalités marquantes de la vie politique nationale, il a décliné deux offres ministérielles à la tête du département des Finances. La troisième devait être la bonne.
C'était en 1972, un projet de gouvernement d'union nationale avec une forte présence de l'opposition; projet qui ne s'est pas réalisé. “La vérité, c'est ce que les imbéciles appellent paradoxe", dit une bonne maxime. Car rien n'empêche un brillant cadre de banque d'avoir des affinités de gauche et des amitiés solides avec des hommes de gauche.
Il a  publié des recueils de poèmes et de nouvelles. il a été directeur de cabinet au ministère des Finances, membre de la direction de Bank Al-Maghrib (BAM) ; il fait un passage par le Crédit agricole du Maroc (CAM) avant d'être appelé à diriger la Banque Commerciale du Maroc (BCM) comme DG puis comme PDG.